# Palmarès dell'Al-Sadd Sports Club
L'Al-Sadd Sports Club (in arabo السد القطري‎?) è una società polisportiva di Doha, capitale del Qatar, nota soprattutto per la sua sezione calcistica.
È la polisportiva più titolata del paese, con 53 campionati vinti se si comprendono tutti gli sport. Nel 1988-1989 è divenuto il primo club del mondo arabo a vincere la Coppa dei Campioni d'Asia. Tornato al successo nella competizione nel 2011, ha partecipato alla Coppa del mondo per club FIFA del 2011, dove ha chiuso al terzo posto, e, in qualità di squadra campione del paese ospitante la manifestazione, nel 2019, quando si è classificato sesto.

## Competizioni nazionali
- Campionati qatarioti: 18 (record)

1971-1972, 1973–1974, 1978–1979, 1979–1980, 1980–1981, 1986–1987, 1987–1988, 1988–1989, 1999–2000, 2003–2004, 2005–2006, 2006–2007, 2012–2013, 2018-2019, 2020-2021, 2021-2022, 2023-2024, 2024-2025
- Coppa dell'Emiro del Qatar: 19 (record)

1974-1975, 1976-1977, 1981-1982, 1984-1985, 1985-1986, 1987-1988, 1990-1991, 1993-1994, 1999-2000, 2000-2001, 2002-2003, 2004-2005, 2006-2007, 2013-2014, 2014-2015, 2016-2017, 2019-2020, 2020-2021, 2024
- Coppa del Qatar: 8

1998, 2003, 2006, 2007, 2008, 2017, 2020, 2021
- Coppa dello Sceicco Jassem: 15

1977, 1978, 1979, 1981, 1985, 1986, 1988, 1990, 1997, 1999, 2001, 2006, 2014, 2017, 2019

## Competizioni internazionali

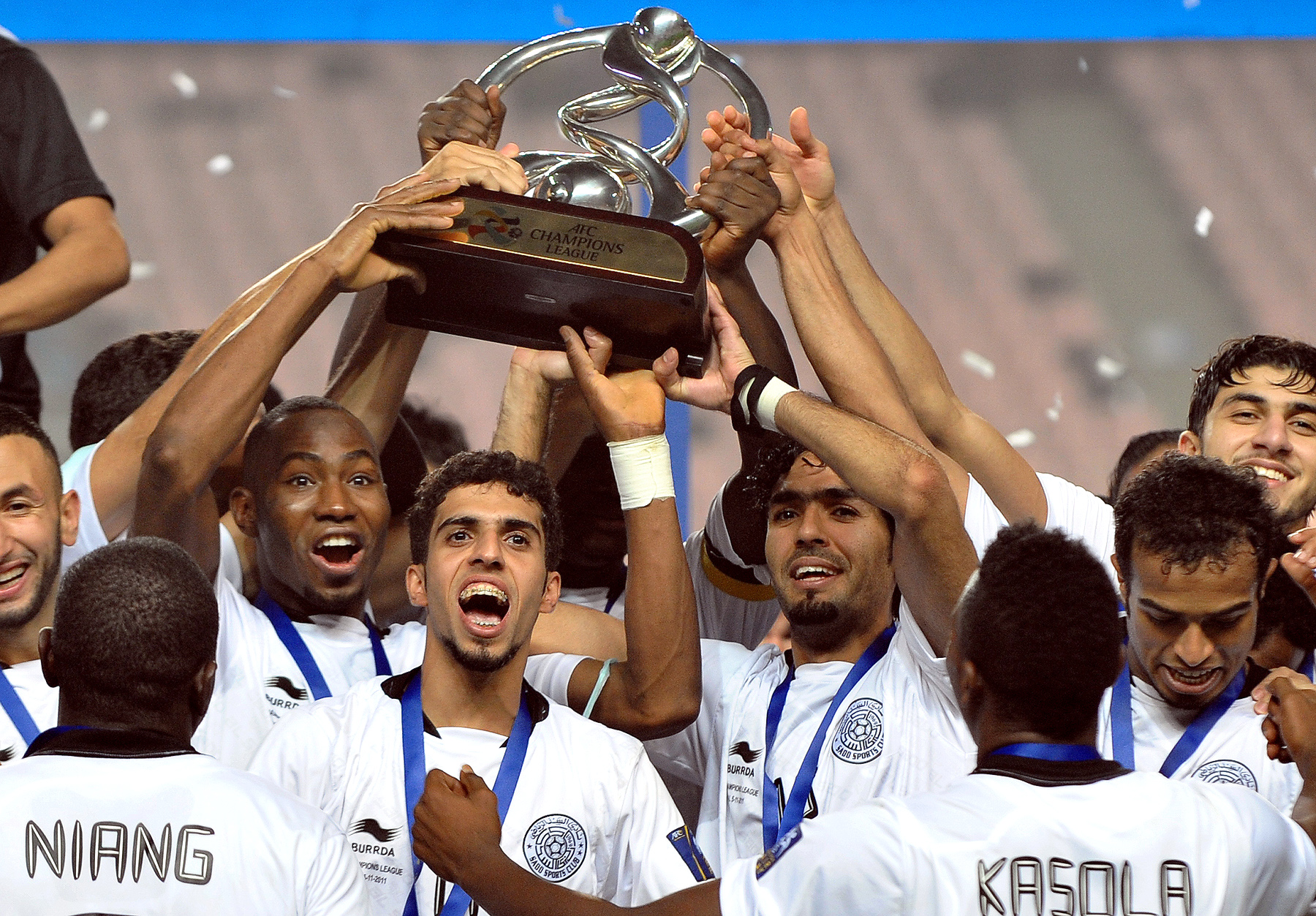
Giocatori dell'Al-Sadd festeggiano la vittoria dell'AFC Champions League 2011.

- AFC Champions League: 2

1988-1989, 2011
- Coppa dei Campioni del Golfo: 1

1991
- Champions League araba: 1

2001

## Altri piazzamenti
- Qatar Stars League:

Secondo posto: 2007-2008, 2008-2009, 2009-2010, 2014-2015, 2016-2017, 2017-2018
Terzo posto: 1997-1998, 1998-1999, 2013-2014, 2015-2016, 2019-2020, 2022-2023
- Coppa del Qatar:

Finalista: 2004, 2013, 2018, 2023
Semifinalista: 2023-2024
- Coppa dell'Emiro del Qatar:

Finalista: 1973-1974, 1982-1983, 1986-1987, 1992-1993, 2000-2001, 2001-2002, 2011-2012, 2012-2013, 2015-2016, 2023
- AFC Champions League:

Semifinalista: 2018, 2019
- Coppa delle Coppe dell'AFC:

Semifinalista: 2001-2002
- Coppa dei Campioni afro-asiatica:

Finalista: 1989
- Coppa del mondo per club FIFA:

Terzo posto: 2011
- UAE-Qatar Super Shield:

Finalista: 2024-2025